# Santa Magdalena de Cambrils
L'ermita de Santa Magdalena de Cambrils està situada al capdamunt de la serra de Santa Magdalena a 1.547 m d'alçada al sud del terme del municipi de Vallfogona de Ripollès (Ripollès) i que mena, vers l'oest, cap a serra de Milany i els límits del municipi de Vidrà.

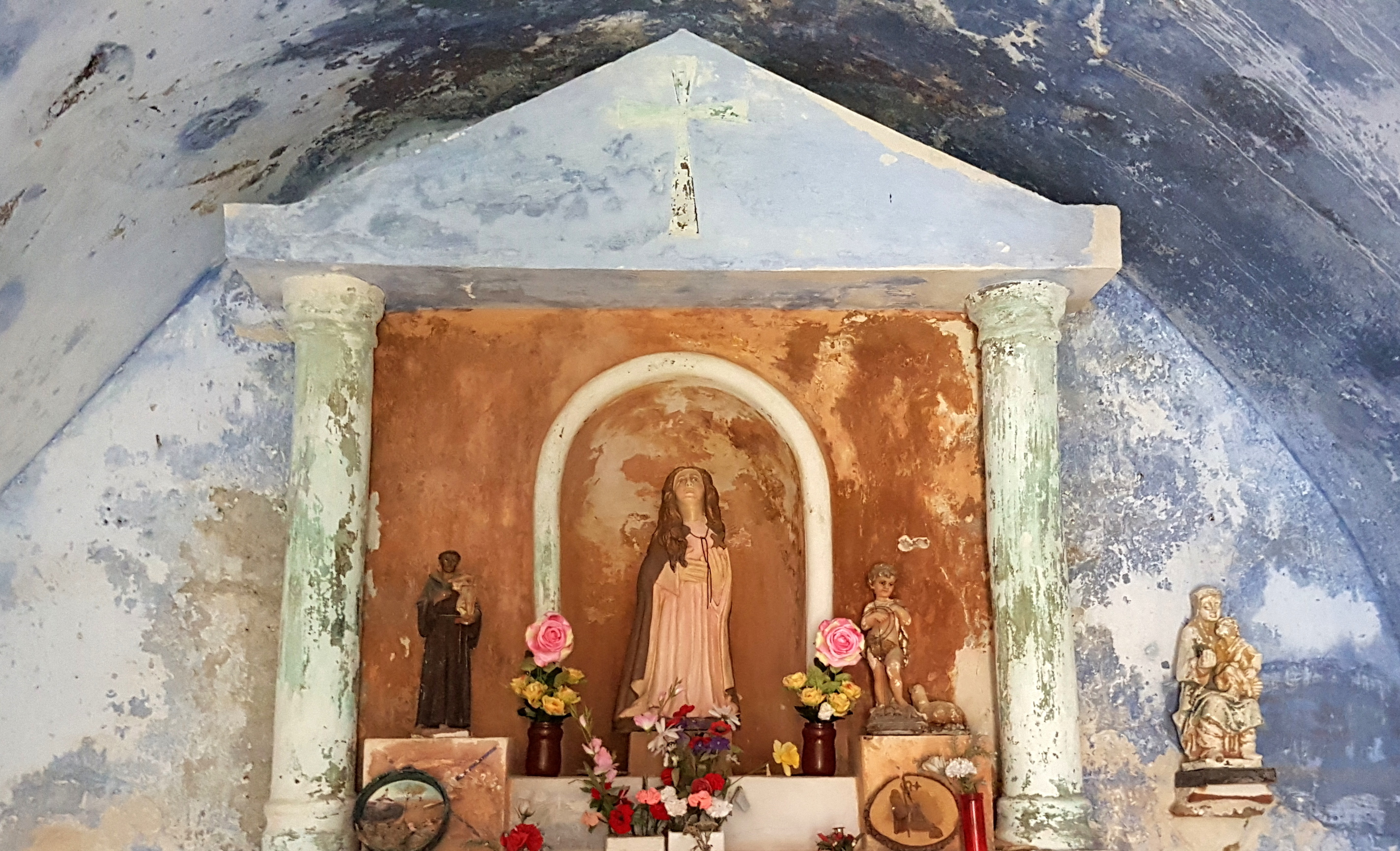
Interior de l'ermita

De l'ermita, d'estil romànic ja se'n té constància d'ençà el 1326 i sembla fou ampliada amb una hostatgeria al segle xvii. S'hi venera una antiga imatge gòtica d'alabastre de Santa Magdalena.
Malgrat està força abandonada i molt deteriorada, recentment ha estat arranjada tota la seva part exterior fet que fa que ara llueixi dins un magnífic bosc de faig. L'any 2016 es van estrenar uns Goigs dedicats a l'ermita i la santa.
La seva alçada la fa una talaia de primer ordre i per aquest fet forma part de la Llista dels 100 cims de la FEEC.